# Anomaloglossus breweri
Espèce
Synonymes
- Colostethus breweri Barrio-Amorós, 2006

Statut de conservation UICN

 VU D2 : Vulnérable
Anomaloglossus breweri est une espèce d'amphibiens de la famille des Aromobatidae.

## Répartition
Cette espèce est endémique du tepuy Aprada dans l'État de Bolívar au Venezuela. Elle se rencontre à 660 m d'altitude à l'entrée de la Cueva del Fantasma.

## Étymologie
Cette espèce est nommée en l'honneur du naturaliste et exploration vénézuélien Charles Brewer-Carías (né en 1938).

## Publication originale
- Barrio-Amorós, 2006 : A new dendrobatid frog (Anura: Dendrobatidae: Colostethus) from Aprada tepui, southern Venezuela. Zootaxa, no 1110, p. 59-68.